# Václav Sinkule (poslanec)
Václav Sinkule (17. prosince 1929 – ???) byl český a československý politik Komunistické strany Československa a poúnorový poslanec Národního shromáždění ČSR a Národního shromáždění ČSSR.

## Biografie
Ve volbách roku 1954 byl zvolen do Národního shromáždění ve volebním obvodu Plzeň jako bezpartijní poslanec, později v průběhu výkonu mandátu uváděn jako člen KSČ. Mandát obhájil za KSČ ve volbách v roce 1960 (nyní již jako poslanec Národního shromáždění ČSSR za Západočeský kraj). V parlamentu setrval až do konce funkčního období, tedy do voleb roku 1964.
K roku 1954 se profesně uvádí jako předseda MNV a dělník na traťovém okrsku v Kralovicích.